# 李偉華
李偉華（1960年7月18日—），中華民國政治人物，出生於宜蘭市，曾任中國國民黨中央委員，2019年參與第十屆立法委員國民黨宜蘭立委黨內初選， 2020年6月發退黨聲明，7月18日起以無黨籍身分擔任台灣民眾黨不分區立法委員邱臣遠宜蘭服務處的主任，並於2021年3月接任台灣民眾黨宜蘭縣黨部首任主任委員一職，現為台灣民眾黨中央評議委員會主任委員、台灣民眾黨大陸臺商委員會主任委員，曾兼任台灣民眾黨中央緊急應變小組共同召集人

## 政治生涯

### 大事記
2019年1月，李偉華宣布爭取代表國民黨參選宜蘭縣立法委員。
同年4月，李偉華完成立委選舉登記。
同年6月，國民黨公佈宜蘭縣立委初選結果。宜蘭前縣長呂國華在4位參選人中以1.1％險勝，全民調結果：呂國華33.104％、黃定和31.987％、李偉華23.272％、劉燦輝11.637％。
2020年7月，李偉華宣布退出國民黨。
2020年7月，出任台灣民眾黨不分區立委邱臣遠宜蘭服務處主任一職。
2021年3月，接任台灣民眾黨宜蘭縣黨部主委。
2023年1月，當選台灣民眾黨中央評議委員。

### 事件

#### 批評宜蘭市公所扭曲歷史
2019年3月，李偉華批評宜蘭市公所將收回救國團大樓後所改建的大樓以紀念西鄉菊次郎的「龍鄉樓」命名，是對歷史真相與宜蘭人的扭曲與踐踏。宜蘭市公所對此則回應表示，當初是為紀念西鄉菊次郎的治水功績，並且希望與日本持續深度交流，因此定名「龍鄉樓」，如外界有不同意見，也願廣徵民意改名。

#### 歧視同婚爭議
2019年5月，在同性婚姻法案通過後，李偉華在LINE群組發表「同性婚姻會讓台灣滅種」等歧視言論，此事被網友得知後導致其FB專頁出現大量批評聲浪。。

#### 接國民黨宜蘭縣黨部書記長傳與主委爆心結
2019年10月，接任縣黨部書記長，完全跳過縣黨部主委張建榮；李未上任，就與張建榮爆心結。。

#### 四問宜蘭縣議員候選人林麗、市長候選人賴瑞鼎疑牽扯人頭助理!?
2022年11月，民眾黨宜蘭縣主委李偉華四問林麗及市長候選人賴瑞鼎，除質疑林麗疑似用人頭助理外，並對賴瑞鼎是否申領過議會公費助理薪資及誠信提問。 。

## 主持作品

### 政論節目
| 年份                | 平台    | 節目名稱   | 備註                                                                                        |
| 2021年7月17日－至今 | Youtube | 董事長開講 | 與美麗島電子報董事長吳子嘉合作，共同主持並邀請來賓評論時事。目前節目時段為每週三四中午12:30 |

## 外部連結
- 李偉華facebook專頁